# Piezura nigrigenus
Piezura nigrigenus är en tvåvingeart som beskrevs av Nishida 1975. Piezura nigrigenus ingår i släktet Piezura och familjen takdansflugor. Inga underarter finns listade i Catalogue of Life.